# Friedhof Bohnenland

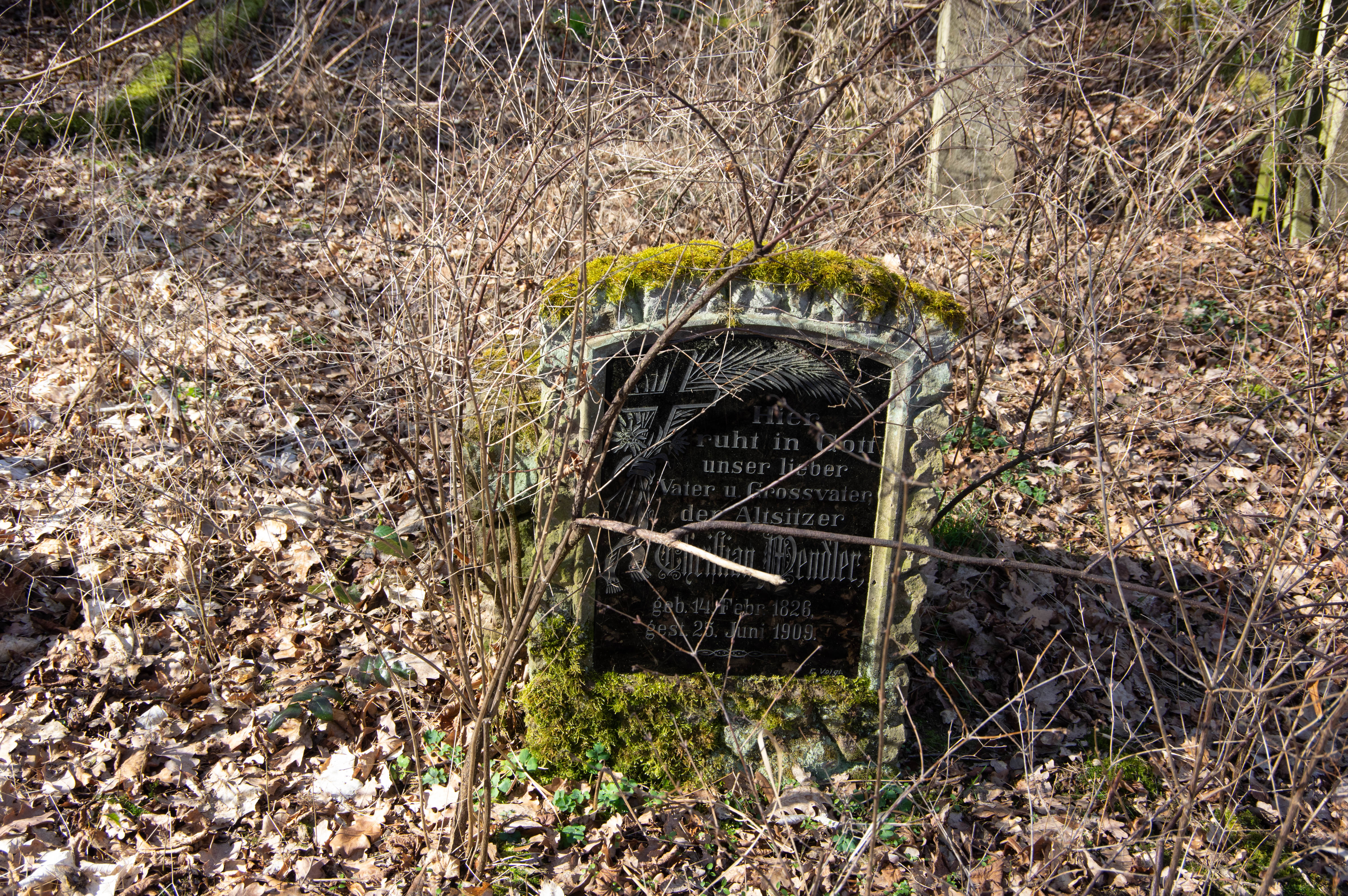
Ein Grabstein des Falten Friehofes

Der Friedhof Bohnenland ist ein städtischer Friedhof in Brandenburg an der Havel.

## Geschichte
Mit der Besiedelung des Vorwerks Bohnenland auf Veranlassung König Friedrichs II., der um 1750 an dieser Stelle eine Spinnerkolonie errichten ließ, entstand am Südende der Siedlung ein Begräbnisplatz. Für die Anlage des rechteckigen Friedhofs wurde das Areal geebnet. An der Südseite bildet eine Böschung den Abschluss zum angrenzenden Wald. Von der Straße ist der Friedhof durch eine Fliederhecke getrennt.
Die Grabreihen sind im rechten Winkel zu den Grundstücken der Kolonisten ausgerichtet. Mittelpunkt des Friedhofs ist ein großer Lindenbaum, der um 1850 gepflanzt wurde.
Der Friedhof ist ein gut erhaltenes Beispiel eines der im 18. Jahrhundert angelegten Kolonistensiedlungs-Friedhöfe.